# 정소희 (MBC 성우)
정소희는 대한민국의 성우이다. 1961년 MBC에 입사했으며, 현재는 MBC 1기이다. 문화방송 성우극회 소속이였으며 1977년 9월 12일 녹음을 마치고 택시를 잡던 도중 과속으로 달리던 화물트럭에 치여 현장에서 사망했다.

## 주요 출연작품

### 애니메이션
- 바다의 왕자 마린보이 (MBC)
- 서부소년 차돌이 (MBC)
- 요술천사 꽃분이 (MBC) - 꽃분이
- 유성가면 피터 (MBC)

### 외화
- 초원의 집 (MBC) - 메리 잉걸스 켄달(멜리사 수 앤더슨)
- 티파니에서 아침을 (MBC) - 홀리 골라이틀리(오드리 헵번)
- 오드리 헵번 전담
- 엘리자베스 테일러 전담